# Turčin
Turčin is een plaats in de gemeente Gornji Kneginec in de Kroatische provincie Varaždin. De plaats telt 957 inwoners (2001).